# Leitlinienwatch
Leitlinienwatch bewertet medizinische Behandlungsleitlinien auf ihre Unabhängigkeit von der pharmazeutischen und Medizinprodukteindustrie. Das Bewertungssystem belohnt Maßnahmen, mit denen der Einfluss von Interessenkonflikten reduziert wird. Leitlinienwatch wird von Mezis, NeurologyFirst und Transparency Deutschland getragen.

## Entstehung und Ziel
Leitlinienwatch ist ein 2015 gegründetes Transparenzportal, welches medizinische Leitlinien auf ihre Unabhängigkeit von der pharmazeutischen und der Medizinprodukteindustrie untersucht und anhand eines festgelegten Bewertungssystems bewertet. Leitlinienwatch hat bis Ende 2023 313 Leitlinien (davon 156 online) und damit die überwiegende Zahl aller relevanten Leitlinien in Deutschland untersucht und bewertet. Finanziert wird Leitlinienwatch von Mezis e.V. und von Neuro+ e.V., Berlin.

## Vorgehensweise und Ergebnisse
Leitlinienwatch untersucht erstrangig die aktuellen Leitlinien der Arbeitsgemeinschaft der Wissenschaftlichen Medizinischen Fachgesellschaften e.V. (AWMF), teilweise werden auch europäische Leitlinien, wie zum Beispiel die der europäischen Kardiologischen Gesellschaft (ESC), aufgrund der Relevanz für deutsche Patienten untersucht und bewertet. Basierend auf den deutschen Empfehlungen der AWMF und internationalen wissenschaftlichen Kriterien des Council of Medical Specialty Societies (CMSS) und des Institute of Medicine werden folgende Punkte bei einer Leitlinie analysiert:
- Offenlegung und unabhängige Bewertung von Interessenkonflikten,
- Minimierung des Anteils befangener Mitglieder einer Leitliniengruppe,
- federführende Autoren ohne Interessenkonflikte,
- Enthaltung bei Abstimmungen, wenn Interessenkonflikte bestehen,
- Internet-basierte Diskussion des Leitlinienentwurfs durch die Fachöffentlichkeit und Patienten.

Die Analyse einer Leitlinie erfolgt durch immer mindestens drei Bewerter aus einem 14-köpfigen Team aus Ärzten und Medizinstudenten (Stand: 10. Februar 2019), nach definierten Ablauf- und standardisierten Transparenz- und Interessenkonfliktregelungen für die Bewerter. Am Schluss der Analyse erfolgen das Fazit und eine Punktevergabe nach Ampelschema. Dabei ergeben sich folgende Ergebnisse von 144 bewerteten Leitlinien in Bezug auf ihre Unabhängigkeit von der Pharmaindustrie:
- Gut! (33 %)
- Achtung! (48 %)
- Reformbedarf! (19 %)

## Öffentliche Wahrnehmung, Wahrnehmung im Gesundheitssektor
Die Arbeit von Leitlinienwatch floss in Beiträge des Medizinprodukte-Skandals Implant files zum Beispiel bei der interessenkonfliktträchtigen Leitlinie zu Herzklappen mit ein. In der Ärzteschaft gibt es insbesondere von den Fachgesellschaften und der AWMF ganz überwiegend positive Rückmeldungen zu Leitlinienwatch auch weil die Bewertungen den Beteiligten rückgemeldet werden und sich dadurch ein konstruktive Diskussion für zukünftige Leitlinien ergibt.